# Sicherheitsfaktor

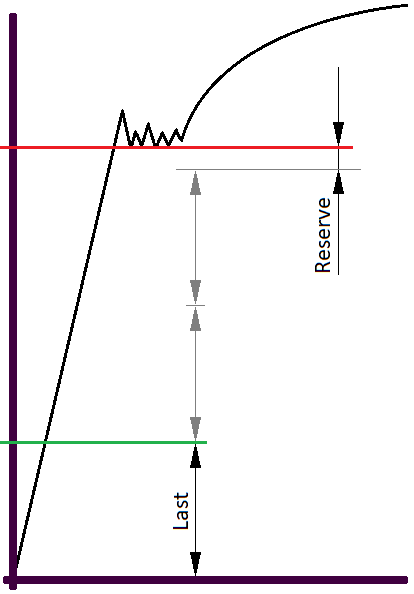
Veranschaulichung des Sicherheitsfaktors 3 im Spannungs-Dehnungs-Diagramm

Der Sicherheitsfaktor in der technischen Mechanik, auch Sicherheitszahl bzw. Sicherheitskoeffizient genannt, gibt an, um welchen Faktor die Versagensgrenze eines Bauwerks, Bauteils oder Materials höher ausgelegt wird, als sie aufgrund theoretischer Ermittlung, z. B. aufgrund einer statischen Berechnung, sein müsste.
Statt von Sicherheitsfaktor x spricht man oft auch von der x-fachen Sicherheit.

## Anwendung
Durch einen Sicherheitsfaktor wird vermieden, dass durch Toleranzen bei Material, Herstellung, Lastannahmen und nicht nachgewiesene, geringere Einflüsse das Bauteil versagt. Ein Sicherheitsfaktor von 1 bedeutet, dass das Bauteil keine Sicherheitsreserven gegen Versagen besitzt.
Zugrunde gelegte Mechanismen für Versagen sind häufig:
- Biegung
- Bruch
- Knicken
- Ermüdungsbruch (Ausfall der Dauerfestigkeit).

Bei der Festlegung der Belastung werden jedoch häufig konservative Annahmen getroffen, d. h. die Belastung wird zu hoch angenommen, wodurch sich die tatsächlich vorhandene Sicherheit noch erhöht.

### Metalle
Die herrschende Spannung wird bei weitgehend isotropen Metallen häufig aus dem Spannungszustand mit Hilfe eines Festigkeitskriteriums gewonnen, z. B. mit dem Vergleichsspannungskriterium von Richard von Mises. Die ertragbare Spannung (Versagens-Belastung) ist dann diejenige, die aus einachsigen Zugversuchen gewonnen wurde.
Diese Vereinfachungen sind jedoch nicht mehr zutreffend, wenn man – z. B. nach Umformen oder wegen einer vorherrschenden Textur – von einem anisotropen Werkstoff sprechen muss.
Üblicherweise wird bei Metallen unter Betriebslasten auf das Nichterreichen von bleibender Verformung ausgelegt, d. h. nur reversible Verformungen im elastischen Bereich sind zulässig; dementsprechend ist die Fließgrenze die ertragbare Spannung.

### Faser-Kunststoff-Verbunde
Auf Faser-Kunststoff-Verbunde lässt sich der Begriff Sicherheitsfaktor nur bedingt übertragen, da fortschrittliche Versagenskriterien hier immer eine Spannungskombination bewerten.
Wird z. B. beim Puck’schen Zwischenfaserbruchkriterium ein Wert über 1 erreicht (eine Art {\displaystyle RF>1}), so lässt sich zwar diejenige Spannungskombination (Spannungsvektor) vergrößern, bis ein Wert von 1 erreicht wird. Dann ist jedoch darauf zu achten, dass Kriterien gegenüber Faserbruch, Delamination usw. nicht verletzt werden.

### Technische Keramik
Bei Technischer Keramik muss zwischen isotropen Keramiken und strukturell anisotropen Faserkeramiken unterschieden werden.
Jedoch gibt es bei den monolithischen (unverstärkten) Keramiken auch Größeneffekte, weshalb auch mit Bruchwahrscheinlichkeiten gearbeitet wird, z. B. nach Weibull.

## Berechnung
Der Sicherheitsfaktor ist definiert als:
{\displaystyle \gamma ={\frac {\text{Versagens-Belastung}}{\text{erlaubte Belastung}}}}
mit
- {\displaystyle \gamma >1}: Bauteil ist sicher gegenüber definierter Belastungsgrenze
- {\displaystyle \gamma \leq 1}: Bauteil kann gewählte Belastung nicht ertragen.

Mit der Einführung des Eurocodes gibt es in Zentraleuropa praktisch keinen globalen Sicherheitsfaktor mehr, da das Teilsicherheitskonzept dem Stand der Technik entspricht, jedoch kann man den globalen Sicherheitsfaktor von Teilbelastungen berechnen. Dieser ist im Allgemeinen die Multiplikation des Teilsicherheitsbeiwerts auf Materialseite mal dem Teilsicherheitsbeiwert auf Einwirkungsseite der jeweiligen Teilbelastung:
{\displaystyle \gamma =\gamma _{E}\cdot \gamma _{R}}

### Reservefaktor
Als Reservefaktor (RF) bezeichnet man in der Regel den Quotienten zwischen dem errechneten und dem gesetzlich bestimmten Sicherheitsfaktor. Er darf demnach nicht unter 1 liegen, um die gesetzlichen Bestimmungen zu erfüllen {\displaystyle \left(RF\geq 1\right)}.

Beispiel: errechneter Sicherheitsfaktor = 1,7; vorgeschriebener SF = 1,5 → Reservefaktor {\displaystyle ={\frac {1,7}{1,5}}}= 1,13.
Allerdings wird der Reservefaktor umgangssprachlich teilweise dem Sicherheitsfaktor gleichgestellt, mit dem Unterschied, dass als ertragbare Spannung die tatsächliche Spannung gemessen wird, anstelle der 5-%-Fraktile, die beim Sicherheitsbeiwert durch den Eurocode vorgeschrieben sind.

### Margin of Safety
Im angloamerikanischen Raum ist zu beachten, dass dort häufig der Begriff Margin of Safety (MS) verwendet wird:
{\displaystyle MS=RF-1} .

## Bestimmung der Größe
Bei der Festlegung des Sicherheitsfaktors werden u. a. folgende Faktoren berücksichtigt:
- Wahrscheinlichkeit des Risikos[3]
- Schadensausmaß (z. B. leichte Verletzungen, Erkrankungen, Tod)[3]
- Materialqualität (z. B. Regelmäßigkeit)
- Inspektions-Intervalle
- Umwelteinflüsse.

Der Sicherheitsfaktor auf Materialseite liegt je nach verwendetem Material und Sicherheitsrelevanz üblicherweise:
- bei 1,1 bis 2,1
- bei Materialien mit großen Schwankungen ihrer Eigenschaften bei 3,0 (z. B. für feuchtes Holz)
- bei extrem sicherheitsrelevanten Bauteilen über 10 (z. B. Aufzugseile).[4]

Bei ständig wirkenden Lasten (z. B. Eigengewicht) wird in den einschlägigen Normen meist eine Sicherheit von etwa 2 verlangt.
Da es bei Auftrieb jedoch keine Unsicherheit in der Dichte von Wasser gibt, also keine Unsicherheit in der Belastung vorliegt, wird in der DIN 1054 (Sicherheitsnachweise in der Geotechnik) je nach Bemessungssituation ein Teilsicherheitsbeiwert von 1 bis 1,05 auf der Einwirkungsseite gewählt.
Auch bei der Bemessung gegen Erdbeben wird mit Sicherheitsfaktoren gerechnet. In diesem Lastfall genügt (wie allgemein bei außergewöhnlichen und seltenen Lastfällen) meist ein relativ kleiner Faktor (z. B. 1,2).

## Unvorhersehbare Belastung
Bei außergewöhnlichen Lastfällen, die mit einer sehr geringen Wahrscheinlichkeit eintreten, wie nicht zu erwartenden Unfällen oder Bränden in untergeordneten Gebäuden, wird der Teilsicherheitsbeiwert auf Einwirkungsseite auf 1 gesetzt.
Oftmals werden auf Materialseite keine Sicherheiten gegenüber Versagen benötigt. Diese können sowohl durch Verringerung des Teilsicherheitsbeiwertes berücksichtigt werden als auch durch Zulassen von Spannungen, die der Festigkeit entsprechen und z. B. über einer Fließgrenze liegen können. Dabei können große bleibende Verformungen entstehen.